# Here and There
Here and There é um álbum ao vivo gravado pelo cantor e compositor britânico Elton John, lançado em 1976. O título refere-se aos dois concertos representados no álbum: "here" (aqui) é um concerto no Royal Festival Hall em Londres, "there" (acolá) é um concerto no Madison Square Garden, em Nova York. Este último foi memorável pois teve a participação de John Lennon, naquele que seria o seu último concerto público.
Este mesmo álbum foi lançado com os títulos de Here and Now e London & New York. John Lennon teria prometido se apresentar junto com Elton John se a música que ambos gravaram juntos, "Whatever Gets Through the Night" atingisse o número um na América, o que de fato aconteceu. Este concerto no Madison Square Garden que foi gravado, de fato foi uma das últimas apresentações públicas do beatle John Lennon, que só lançaria um disco em 1980. Após o lançamento, John foi alvejado por Michael Chapman em NY, em frente do Dakotta Building. Na mesma apresentação, John e Elton executaram Lucy in The Sky with Diamonds.

## Faixas

### Lado 1:Here
1. "Skyline Pigeon" – 4:34
2. "Border Song" – 3:18
3. "Honky Cat" – 7:15
4. "Love Song" (com Lesley Duncan) (Duncan) – 5:25)
5. "Crocodile Rock" – 4:15

### Lado 2:There
1. "Funeral for a Friend/Love Lies Bleeding" – 11:11
2. "Rocket Man|Rocket Man (I Think It's Going to Be a Long, Long Time)" – 5:13
3. "Bennie and the Jets" – 6:09
4. "Take Me to the Pilot" – 5:48

## 1988 Polygram and MCA Reissue

### Disco 1: "Here"
1. "Skyline Pigeon" – 5:41
2. "Border Song" – 3:27
3. "Take Me to the Pilot" – 4:33
4. "Country Comfort" – 6:44
5. "Love Song" (with Lesley Duncan) (Duncan) – 5:03
6. "Bad Side of the Moon" – 7:54
7. "Burn Down the Mission" – 8:25
8. "Honky Cat" – 7:04
9. "Crocodile Rock" – 4:08
10. "Candle in the Wind" – 3:57
11. "Your Song" – 4:07
12. "Saturday Night's Alright for Fighting" – 7:09

### Disco 2: "There"
1. "Funeral for a Friend/Love Lies Bleeding" – 11:53
2. "Rocket Man (I Think It's Going to Be a Long, Long Time)" – 5:03
3. "Take Me to the Pilot" – 6:00
4. "Bennie and the Jets" – 5:59
5. "Grey Seal" – 5:27
6. "Daniel" – 4:06
7. "You're So Static" – 4:32
8. "Whatever Gets You thru the Night" (with John Lennon) (Lennon) – 4:40
9. "Lucy in the Sky with Diamonds" (with John Lennon) (Lennon, McCartney) – 6:15
10. "I Saw Her Standing There" (with John Lennon) (Lennon, McCartney) – 3:17
11. "Don't Let the Sun Go Down on Me" – 5:57
12. "Your Song" – 3:58
13. "The Bitch is Back" – 4:23